# 胡応麟
胡 応麟（こ おうりん、胡應麟、1551年 - 1602年）は、中国明代の学者。字は元瑞または明瑞。少室山人、時羊生と号する。

## 生涯
南京の官であった胡僖の子として蘭谿（現在の浙江省金華市蘭谿市）に生まれる。幼少より詩を善く書き、万暦4年（1576年）に挙人となる。ただし万暦11年、14年、23年、27年の会試に及第せず、ついに官に登用されることなく、山中に居住し読書にふけり、貧しいながらも書物を収集し4万冊に及ぶ。学問の範囲は経史子集にわたり、儒家・仏教・道教に至るまでになった。編纂書・著作が非常に多い。
従来の史書においては「小説」のジャンルに入る著作があまりに雑多であると判断し、志怪・伝奇・雑録・叢談・辯訂・箴規の6種類に分類した。

## 著作
- 『少室山房筆叢』正集36巻・続集16巻
- 『少室山房類稿』120巻・『続稿』15巻　…形式は王世貞に準拠している
- 『詩藪』20巻
- 『経籍会通』4巻
- 『史書佔畢』6巻
- 『九流緒論』3巻
- 『四部正譌』3巻
- 『三墳補遺』2巻　…『竹書紀年』・『逸周書』・『穆天子伝』
- 『二酉綴遺』2巻　…小説家の言葉を採録
- 『華陽博議』2巻
- 『荘嶽委譚』2巻　…『水滸伝』の作者を施耐庵としている
- 『玉壺遐覧』4巻
- 『双樹幻鈔』3巻
- 『丹鉛新録』8巻
- 『藝林学山』8巻  …楊慎の作品を論駁